# Mass Effect Galaxy
Mass Effect Galaxy — відеогра, випущена для iPhone і iPod Touch у червні 2009 року, побічна гра серії Mass Effect. Показує «історію між епізодами», розповідаючи про події, що відбулися у всесвіті Mass Effect без участі капітана Шепарда.

## Ігровий процес
Гра виконана в мультиплікаційному стилі, основний ігровий процес складається зі стрілянини та застосування спеціальних здібностей керованого персонажа. Гравець бачить світ згори, праворуч розміщені елементи керування стрільбою, захистом і спеціальними здібностями. Між місіями відбуваються діалоги з анімованими портретами і варіантами відповіді.

## Сюжет
Головний герой — Джейкоб Тейлор, відставний солдат Альянсу, який приєднується до команди Шепарда в Mass Effect 2. Події гри починаються на борту корабля «Арктуріанський Нефрит», де гравцю належить відбити атаку батаріанських терористів. Після прибуття на Цитадель Джейкоба знаходить його колишній командир, майор Дерек Ізунамі, який пропонує йому взяти участь у розслідуванні хвилі батаріанських злочинів. Гравцеві належить вирушити на станцію «Картагена» і зустрітися з Мірандою Лоусон, яку ми теж побачимо в команді. Вона надасть гравцеві інформацію про можливу атаку терористами посла батаріанців, відправленого для укладання мирного договору з Альянсом Систем, і дасть кілька зачіпок. У процесі розслідування гравець відвідує Тортугу, станцію Ан'кедар і планету Бекке й довідується інформацію про вірус, який екстремісти збираються використовувати й про те, що справжня ціль — Рада Цитаделі, а посол не жертва, а виконавець. Джейкоб негайно вирушає на Цитадель і встигає запобігти теракту